# 上野さんは不器用
『上野さんは不器用』（うえのさんはぶきよう）は、tugenekoによる日本の漫画。併記されている英語タイトルは「How clumsy you are, Miss Ueno.」。日本の漫画雑誌『ヤングアニマル』（白泉社）にて、当初は2015年5号に読み切りとして掲載後、8号まで短期集中連載として掲載。その後、同年18号より同誌に復帰し、2022年7号まで連載。作者独特のポップな絵柄で「さわやかなエロ」が描かれている。基本的に一話完結型のギャグ漫画である。

## ストーリー
とある中学校の理科室。科学部の部長である女子生徒｢上野｣は、意中の後輩である｢田中｣に想いを伝えるため、彼女自らの発明品を駆使して、遠回しに不器用な告白を試みるが、鈍感すぎる田中のせいでいつも失敗してしまう。
上野の遠回しな「告白」は、ろ過した自分の尿を田中に飲ませようとしたり、自ら着用している発電スパッツを田中にまさぐらせようとしたりと、奇抜な作戦で田中を恋の罠に陥れるというとんでもないものばかりである。しかし、田中のリアクションは予想外かつデリカシーの無いものばかりで、上野は毎度翻弄される。
上野の作戦は大抵ことごとく失敗に終わるのだが、ごくまれに田中の予想外な行動により、お姫様だっこや恋人繋ぎをされるといった嬉しいハプニングに至ることもある。しかし、その場合も上野は赤面して退場してしまい、結局何も進展しないのであった。

## 登場人物

### 科学部員
上野（うえの）
声 - 芹澤優
本作の主人公。中学3年生の女子生徒。所属クラスは4組。科学部の部長。ツインテールでツリ目。中学生とは思えないレベルの発明品を創り出す天才マッドサイエンティスト。普段は強気な態度だが、ひそかに想いをよせる田中に直接気持ちを伝えられず、発明品を駆使した不器用な告白に毎回挑戦する。
基本的に自分から田中に積極的に想いを伝えようとはせず、「自分はそんなつもりではないが田中が思春期特有の衝動を我慢できずに自分に言い寄ってくる」ように誘導するための発明品を毎回開発する（建前としては世界平和と進歩のための発明品としている）。田中に対して、自分の尿（濾過済み）を飲ませる、ノーパンでスカートをたくし上げるなど、特殊な性癖をうかがわせる強気とも弱気ともとれる告白を行う。ただし予想外な展開になると決まって頭が回らなくなり、赤面してしどろもどろになったり、全く動かなくなったりしてしまう。
田中（たなか）
声 - 田中あいみ
中学2年生の男子生徒。気は優しいが鈍感で天然ボケの激しい性格。その性格ゆえ、思春期の中二男子なら必ず戸惑うような上野の「告白」にもまったく動じず、上野のあの手この手の恋の策略を意図せず次々と破綻させていく。普段は頼りない後輩男子だが、妹たちの行儀が悪いときはきちんと叱るなど、兄らしい一面も持ち合わせる。
山下（やました）
声 - 影山灯
中学1年生の女子生徒。眼鏡をかけていて、理科室ではよく読書をしている。上野の田中への気持ちを知っており、上野の「告白作戦」にいつも協力している。基本的に物静かだが、デリカシーのない田中の言動にときどきキレたり、「死ね」「殺す」など激しい発言をすることがある。小学生の時、中学校で催された文化祭で科学部を知った。上野の実験に付き合わされるときに、拒否することもあるが数百円程度のお金で簡単に買収される。
上級生
本編の前日譚で登場。全員、名前は不明。長髪に半目の容姿で、自由奔放な性格の女子がかつて、科学部への入部を躊躇していた上野を強引に入部させた。上野の一学年上。同学年に黒髪に眼鏡で辛辣な女子がおり、上野の一つ上の学年はこの二人。その他、上野の二つ上の学年に女子が二人、男子が二人いた模様。上野以外の生徒は高度な技術は持ち合わせていないようである。

### 中学校の生徒
北長（きたなが）
声 - 戸松遥
3年生の女子生徒。水泳部の部長。水泳部の覗き対策として、上野にセクシーゾーンを視覚的に護る装置「キルトハイド」を発明してもらった。男子の視線にあまり頓着しないのか、理科室で実際にキルトハイドを受け取るなり、いきなりスクール水着を脱ぎだして全裸になる度胸の持ち主。山下と同じく上野の気持ちを察しており、田中から「（部長の髪型が）好きです」という発言を引き出すなど機転が利く性格。
西原（にしはら）
声 - 佐藤利奈
3年生の女子生徒。陸上部の部長。超人的な身体能力を有しており新陳代謝が激しく、本人曰く「失禁と見紛うほどの」汗をかく。上野の発明によって吸収・再回収・濾過した自身の汗を田中に飲ませようとする大胆な性格。北長と同じく上野の作戦に加わることがあるが、大雑把であからさまな演技により作戦を中断に追い込んでしまうなど役には立てていない様子。
南峰（みなみね）
声 - 竹達彩奈
3年生の女子生徒。テニス部の部長。スコート姿を覗き見しに来る男子生徒たちに辟易しており、対策として下着の見えないスコート「リアスコート」の製作を上野に依頼していた。理屈を長々と語る癖があり、『（アンダースコートは）パンツではない』が持論でそのため人前でアンダースコート姿になることをいとわない。また「むずかしいお年頃」ゆえにテニスコートに集まってくる男子を敵視している（南峰は覗きだと思っていたが、実際は南峰目当ての男子生徒だった）。しかし、猥談や恋愛話を聞くと汗を流して動揺するなど単に異性に免疫がないだけの模様。彼女に対する田中の率直な「かわいい」という発言を大いに気にし、上野に田中の発言の真意を確かめるつもりで間違ってウエノ13号に聞いてしまい、その場で上野の田中に対する好意も知ってしまい、以降は上野との関係に躊躇するようになる。
東川（うのがわ）
声 - 井口裕香
3年生の女子生徒。新体操部の部長。上野とは中学入学以前から同じ新体操クラブに通う旧知の仲であり、覗きを監視するための装置「眼キュー」を開発してもらっている。中性的な容姿と一人称の「ボク」から、田中には男子であると勘違いされた。
添木（そえぎ）
書道部の部長。2年連続で部長を務める。野球部に彼氏がいる。
花森（はなもり）
美術部の部長。男性器に執着があるのか、彼氏がいるという添木に対し「ちんちん見た？」と発言したり、『ちんちん』というタイトルで象が交尾しているような絵を描いたりした。
錦辺（にしきべ）
吹奏楽部の部長。女子部長定例会の初回で司会を務めた。
田中 みずな（たなか みずな）
声 - 大森日雅
田中の妹。双子であり、よもぎの姉。1年2組の女子生徒。直接顔をあわせるまで、上野は田中の妹たちの存在は一切認知していなかった。何故か兄にとってタイミングが悪い時に出くわすことが多い。
田中 よもぎ（たなか よもぎ）
声 - 伊藤美来
田中の妹。同じく双子のみずなの妹。1年6組の女子生徒で山下と同じクラス。テニス部所属。二卵性双生児であり体格や髪形などがみずなと異なるため、山下には双子だとは思われていなかった。兄や姉と同様にアホ毛がある。

### 上野の発明品
ダッシュたん
上野が発明した瞬間脱臭装置なのだが、自走式のロボットでもあり、ときおり理科室内を徘徊している。
ウエノ13号
上野が発明した自身を模したガイノイド。元は介護用のロボットであり、周囲の細かいところに気が回る。性格も上野がモデルのため、「乙女力が暴走」して田中にひっついたり、自分のことが好きか直接聞こうとしたりしてしまう。周囲の人間はなぜかウエノ13号と本物の上野の区別がついていないことが多い。
タモン
声 - 井澤詩織
上野の穿いていた黒タイツに発明品「サモンスタット」を使って召喚した生命（のようなもの）。同作者の『彼とカレット。』などに登場する四角いイヌ「びしゃもん」が黒くなったような姿。人間の老廃物をエネルギー源にして活動するため、上野の脚にすりよったり、着用済みの衣服を漁って持ち去ったりする。

## 書誌情報
- tugeneko 『上野さんは不器用』 白泉社〈ヤングアニマルコミックス〉、全10巻
  1. 2016年9月29日発売[16]、ISBN 978-4-592-14698-8
  2. 2017年4月28日発売[17]、ISBN 978-4-592-14699-5
  3. 2017年10月27日発売[18]、ISBN 978-4-592-14818-0
  4. 2018年5月29日発売[19]、ISBN 978-4-592-14819-7
  5. 2018年12月26日発売[20]、ISBN 978-4-592-14820-3
  6. 2019年3月29日発売[21]、ISBN 978-4-592-14830-2
    - 公式アンソロジー小冊子「上野本」付き限定版 同日発売[22]、ISBN 978-4-592-14897-5

  7. 2020年3月27日発売[23]、ISBN 978-4-592-16051-9
    - 公式アンソロジー小冊子「上野本」付き限定版 同日発売[24]、ISBN 978-4-592-16801-0

  8. 2020年7月29日発売[25]、ISBN 978-4-592-16052-6
  9. 2022年5月27日発売[26]、ISBN 978-4-592-16053-3
  10. 2022年5月27日発売[27]、ISBN 978-4-592-16054-0

## テレビアニメ
2019年1月から3月までBS11ほかにて放送された。ナレーションは井上和彦が担当。

### スタッフ
- 原作 - tugeneko[28]
- 監督・シリーズ構成・演出 - 月見里智弘[28]
- キャラクターデザイン・作画監督 - 大和田彩乃[28]
- 色彩設計 - のぼりはるこ[28]
- 美術監督 - 猿谷勝己[28]
- 3DCG - 作田ハズム
- 撮影監督 - 桑良人、板倉あゆみ
- 編集 - 横枕洸一
- 音響監督 - 阿部信行[28]
- 音楽 - 三澤康広[28]
- 音楽制作 - 日本コロムビア[28]
- 音楽プロデューサー - 穴井健太郎
- 制作協力 - ギャザリング[28]
- プロデューサー - 藤井貴大、宮嶋耕平、山田茂樹、穴井健太郎、五十嵐和樹、後藤裕
- アニメーションプロデューサー - 清水香梨子
- アニメーション制作 - レスプリ[28]
- 製作 - 上野さんは不器用製作委員会

### 主題歌
「閃きハートビート」
伊藤美来によるオープニングテーマ。作詞は林英樹、作曲・編曲は佐藤純一。
1話ではエンディングとして使用。
「マイペース・サイエンス」
第2、3話エンディングテーマ。作詞は金子麻友美、作曲・編曲は水口浩次、歌は上野（芹澤優）、田中（田中あいみ）、山下（影山灯）。
「ラブミーサイエンス」
第4、5話エンディングテーマ。作詞はミズノゲンキ、作曲・編曲は睦月周平、歌は上野（芹澤優）。
「放課後トラベラー」
第6、7話エンディングテーマ。作詞はミズノゲンキ、作曲・編曲は馬渕直純、歌は上野（芹澤優）。
「コスモルミナ」
第8、9話エンディングテーマ。作詞はミズノゲンキ、作曲・編曲は設楽哲也、歌は上野（芹澤優）。
「不器用センセーション」
第10、11話エンディングテーマ。作詞・作曲は金子麻友美、編曲は水口浩次、歌は上野（芹澤優）。
「心のふりこ」
第12話エンディングテーマ。作詞は金子麻友美、作曲・編曲は三澤康広、歌は上野（芹澤優）。

### 各話リスト
| 話数   | サブタイトル                      | 絵コンテ   |
| ------ | --------------------------------- | ---------- |
| 第1話  | 実験その1「ロッカくん」           | 月見里智弘 |
| 第1話  | 実験その2「クマタンダー2号」      | 月見里智弘 |
| 第2話  | 実験その3「ダッシュたん」         | 月見里智弘 |
| 第2話  | 実験その4「一七六防護服」         | 月見里智弘 |
| 第3話  | 実験その5「キルトハイド」         | 月見里智弘 |
| 第3話  | 実験その6「ガラクたん」           | 月見里智弘 |
| 第4話  | 実験その7「ウエノ13号」           | 高津智子   |
| 第4話  | 実験その8「サモンスタット」       | 高津智子   |
| 第5話  | 実験その9「ピースペクター」       | 高津智子   |
| 第5話  | 実験その10「PEリザーバー」        | 高津智子   |
| 第6話  | 実験その11「II傘」                | 高津智子   |
| 第6話  | 実験その12「E-Qブースター」       | 高津智子   |
| 第7話  | 実験その13「パンティロッティ」    | 高津智子   |
| 第7話  | 実験その14「ガチャポーター」      | 高津智子   |
| 第8話  | 実験その15「コイツネートルナD錠」 | 高津智子   |
| 第8話  | 実験その16「ペロリリオン」        | 高津智子   |
| 第9話  | 実験その17「ジゴスパッツ」        | 高津智子   |
| 第9話  | 実験その18「SQ水」                | 高津智子   |
| 第10話 | 実験その19「カンチカン」          | 高津智子   |
| 第10話 | 実験その20「レパラー手」          | 高津智子   |
| 第11話 | 実験その21「インビジブルマ」      | 月見里智弘 |
| 第11話 | 実験その22「リアスコート」        | 月見里智弘 |
| 第12話 | 実験その23「眼キュー」            | 月見里智弘 |
| 第12話 | 実験その24「バレッタン」          | 月見里智弘 |

### 放送局
| 放送期間               | 放送時間                     | 放送局      | 対象地域 | 備考                  |
| ---------------------- | ---------------------------- | ----------- | -------- | --------------------- |
| 2019年1月7日 - 3月25日 | 月曜 0:30 - 0:45（日曜深夜） | BS11        | 日本全域 | BS放送 / 『ANIME+』枠 |
| 2019年1月8日 - 3月26日 | 火曜 1:05 - 1:20（月曜深夜） | TOKYO MX    | 東京都   |                       |
|                        | 火曜 22:30 - 22:45           | J:COMテレビ | 日本国内 | CATV                  |

| 配信開始日    | 配信時間                       | 配信サイト |
| ------------- | ------------------------------ | --- |
| 2019年1月7日  | 月曜 0:30（日曜深夜） 更新     | dアニメストア |
|               | 月曜 0:30 - 0:45（日曜深夜）   | AbemaTV |
| 2019年1月10日 | 木曜 0:00（水曜深夜） 更新     | ニコニコチャンネル |
|               | 木曜 0:00（水曜深夜）以降 更新 | Netflix Amazonプライム・ビデオ J:COMオンデマンド ビデオパス U-NEXT アニメ放題 FOD あにてれ ひかりTV GYAO! バンダイチャンネル Hulu Rakuten TV ビデオマーケット DMM.com HAPPY!動画 |

### BD
| 巻 | 発売日        | 収録話         | 規格品番 |
| -- | ------------- | -------------- | -------- |
| 1  | 2019年3月29日 | 第1話 - 第4話  | SMIB-038 |
| 2  | 2019年4月26日 | 第5話 - 第8話  | SMIB-039 |
| 3  | 2019年5月31日 | 第9話 - 第12話 | SMIB-040 |